# Порту-Алегри-ду-Пиауи

Порту-Алегри-ду-Пиауи на карте штата.

Порту-Алегри-ду-Пиауи (порт. Porto Alegre do Piauí) — муниципалитет в Бразилии, входит в штат Пиауи. Составная часть мезорегиона Юго-запад штата Пиауи. Входит в экономико-статистический микрорегион Бертолиния. Население составляет 2559 человек на 2010 год. Занимает площадь 1169,444 км². Плотность населения — 2,19 чел./км².

## Демография
Согласно сведениям, собранным в ходе переписи 2010 г. Национальным институтом географии и статистики (IBGE), население муниципалитета составляет:
| Полное население                               | Полное население                               | Полное население                               | Полное население                               | 2559  |
| ---------------------------------------------- | ---------------------------------------------- | ---------------------------------------------- | ---------------------------------------------- | ----- |
| в том числе:                                   | Городское население                            | 1802                                           | Процент городского населения, %                | 70,42 |
|                                                | Сельское население                             | 757                                            | Процент сельского населения, %                 | 29,58 |
|                                                | Мужское население                              | 1324                                           | Процент мужского населения, %                  | 51,74 |
|                                                | Женское население                              | 1235                                           | Процент женского населения, %                  | 48,26 |
| Плотность населения, чел/км²                   | Плотность населения, чел/км²                   | Плотность населения, чел/км²                   | Плотность населения, чел/км²                   | 2,19  |
| Население муниципалитета в % к населению штата | Население муниципалитета в % к населению штата | Население муниципалитета в % к населению штата | Население муниципалитета в % к населению штата | 0,08  |

По данным оценки 2016 года, население муниципалитета составляет 2647 жителей.

## Статистика
- Валовой внутренний продукт на 2003 год составляет 4 315 214,00 реалов (данные: Бразильский институт географии и статистики).
- Валовой внутренний продукт на душу населения на 2003 год составляет 1727,47 реалов (данные: Бразильский институт географии и статистики).
- Индекс развития человеческого потенциала на 2000 год составляет 0,608 (данные: Программа развития ООН).